# 英國本土四角錦標賽
英國本土四角錦標賽（British Home Championship）是聯合王國內四支代表，英格蘭、蘇格蘭、北愛爾蘭（1921-22年前為愛爾蘭）及威爾斯，之間每年一度的足球錦標競賽，由1883-84年至1983-84年期間舉行。2007年部分成員探討再度舉行本土錦標賽的可能，但英格蘭態度冷淡。蘇格蘭、威爾斯、北愛爾蘭及愛爾蘭在2009年開始舉辦一頂名為（Celtic Cup），每兩年一屆的錦標賽 。

## 比賽概要
早於1880年代足球發展初期，英國本土的代表隊已經常進行友誼性比賽，但礙於各地的足例稍有不同，比賽時會按主場的地區球例進行，此安排按理可行但執行不易。為解決問題，本土四個足球總會在1882年12月6日出席在曼徹斯特舉行的會議，成立國際足球協會理事會並訂定一套統一的國際通行的足球條例。同時決定舉辦歷史上首項國際足球錦標競賽—英國本土四角錦標賽。
四角賽在1883-84年首度舉行，由蘇格蘭奪得冠軍。當時比賽沒有特定時間舉行，但一般會選擇球季後舉行。最初四角賽的冠軍會被稱為世界最佳球隊，隨著世界各地足球逢勃發展而被摘除。而更具規模的世界盃及相繼出現而使四角賽的重要性隨年月而消退。但新的國際賽亦使四角賽在特定年份有重要意義，1949-50年及1953-54年的四角賽亦是1950年及1954年世界杯的外圍賽，而1966-67年及1967-68年的四角賽則決定那支球隊可晉身1968年第二輪的外圍賽。
由於世界盃及等大型國際賽導致四角賽除英格蘭對蘇格蘭外的觀眾急跌、賽期擠迫、「足球流氓」流行、北愛爾蘭局勢動盪不安（導致1981-82年比賽得取消）及英格蘭與蘇格蘭希望與更強的對手比賽等因素，四角賽在1983-84年後宣告停辦。但被視為“較弱”的兩支球隊，北愛爾蘭及威爾斯，卻包辦最後一屆四角賽的冠亞軍，而四角賽的獎杯仍然保留在貝爾法斯特北愛爾蘭足球總會的總部內。

## 比賽形式
比賽以單循環形式進行，每隊之間互相對賽一次，即每隊三場比賽，每年共有六場比賽。球隊之間每年輪流作主場或作客比賽，如英格蘭今年主場對蘇格蘭，明年則作客，如此類推。
勝方球隊可獲2分，平手各得1分，負方無分，績分構成績分榜，每年比賽完畢得分最高的球隊為冠軍，如兩支或以上的球隊同分則並列冠軍。1978-79年以後引入得失球差在同分時高下，如得失球差相同，以入球較高一隊獲勝。

## 歷屆冠軍
| 年份                 | 冠軍                           | 亞軍                           | 季軍                           | 殿軍                           |
| -------------------- | ------------------------------ | ------------------------------ | ------------------------------ | ------------------------------ |
| 1883–84              | 苏格兰                         | 英格兰                         |                                | 愛爾蘭                         |
| 1884–85              | 苏格兰                         | 英格兰                         |                                | 愛爾蘭                         |
| 1885–86              | 苏格兰 / 英格兰                | 苏格兰 / 英格兰                |                                | 愛爾蘭                         |
| 1886–87              | 苏格兰                         | 英格兰                         | 愛爾蘭                         |                                |
| 1887–88              | 英格兰                         | 苏格兰                         |                                | 愛爾蘭                         |
| 1888–89              | 苏格兰                         | 英格兰                         |                                | 愛爾蘭                         |
| 1889–90              | 英格兰 / 苏格兰                | 英格兰 / 苏格兰                |                                | 愛爾蘭                         |
| 1890–91              | 英格兰                         | 苏格兰                         | 愛爾蘭                         |                                |
| 1891–92              | 英格兰                         | 苏格兰                         | 愛爾蘭 /                       | 愛爾蘭 /                       |
| 1892–93              | 英格兰                         | 苏格兰                         | 愛爾蘭                         |                                |
| 1893–94              | 苏格兰                         | 英格兰                         |                                | 愛爾蘭                         |
| 1894–95              | 英格兰                         | / 苏格兰                       | / 苏格兰                       | 愛爾蘭                         |
| 1895–96              | 苏格兰                         | 英格兰                         |                                | 愛爾蘭                         |
| 1896–97              | 苏格兰                         | 英格兰                         | 愛爾蘭                         |                                |
| 1897–98              | 英格兰                         | 苏格兰                         | 愛爾蘭                         |                                |
| 1898–99              | 英格兰                         | 苏格兰                         | 愛爾蘭                         |                                |
| 1899–1900            | 苏格兰                         | / 英格兰                       | / 英格兰                       | 愛爾蘭                         |
| 1900–01              | 英格兰                         | 苏格兰                         |                                | 愛爾蘭                         |
| 1901–02              | 苏格兰                         | 英格兰                         | 愛爾蘭                         |                                |
| 1902–03              | 英格兰 / 愛爾蘭 / 苏格兰       | 英格兰 / 愛爾蘭 / 苏格兰       | 英格兰 / 愛爾蘭 / 苏格兰       |                                |
| 1903–04              | 英格兰                         | 愛爾蘭                         | 苏格兰 /                       | 苏格兰 /                       |
| 1904–05              | 英格兰                         |                                | 苏格兰 / 愛爾蘭                | 苏格兰 / 愛爾蘭                |
| 1905–06              | 英格兰 / 苏格兰                | 英格兰 / 苏格兰                |                                | 愛爾蘭                         |
| 1906–07              |                                | 英格兰                         | 苏格兰                         | 愛爾蘭                         |
| 1907–08              | 英格兰 / 苏格兰                | 英格兰 / 苏格兰                | 愛爾蘭                         |                                |
| 1908–09              | 英格兰                         |                                | 苏格兰                         | 愛爾蘭                         |
| 1909–10              | 苏格兰                         | 英格兰 / 愛爾蘭                | 英格兰 / 愛爾蘭                |                                |
| 1910–11              | 英格兰                         | 苏格兰                         |                                | 愛爾蘭                         |
| 1911–12              | 英格兰 / 苏格兰                | 英格兰 / 苏格兰                | 愛爾蘭                         |                                |
| 1912–13              | 英格兰                         | 苏格兰 /                       | 苏格兰 /                       | 愛爾蘭                         |
| 1913–14              | 愛爾蘭                         | 苏格兰                         | 英格兰                         |                                |
| 1914–15              | 因第一次世界大戰而停辦         | 因第一次世界大戰而停辦         | 因第一次世界大戰而停辦         | 因第一次世界大戰而停辦         |
| 1915–16              | 因第一次世界大戰而停辦         | 因第一次世界大戰而停辦         | 因第一次世界大戰而停辦         | 因第一次世界大戰而停辦         |
| 1916–17              | 因第一次世界大戰而停辦         | 因第一次世界大戰而停辦         | 因第一次世界大戰而停辦         | 因第一次世界大戰而停辦         |
| 1917–18              | 因第一次世界大戰而停辦         | 因第一次世界大戰而停辦         | 因第一次世界大戰而停辦         | 因第一次世界大戰而停辦         |
| 1918–19              | 因第一次世界大戰而停辦         | 因第一次世界大戰而停辦         | 因第一次世界大戰而停辦         | 因第一次世界大戰而停辦         |
| 1919–20              |                                | 苏格兰 / 英格兰                | 苏格兰 / 英格兰                | 愛爾蘭                         |
| 1920–21              | 苏格兰                         | / 英格兰                       | / 英格兰                       | 愛爾蘭                         |
| 1921–22              | 苏格兰                         | / 英格兰                       | / 英格兰                       | 愛爾蘭                         |
| 1922–23              | 苏格兰                         | 英格兰                         | 愛爾蘭                         |                                |
| 1923–24              |                                | 苏格兰                         | 愛爾蘭                         | 英格兰                         |
| 1924–25              | 苏格兰                         | 英格兰                         | / 愛爾蘭                       | / 愛爾蘭                       |
| 1925–26              | 苏格兰                         | 愛爾蘭                         |                                | 英格兰                         |
| 1926–27              | 苏格兰 / 英格兰                | 苏格兰 / 英格兰                | / 愛爾蘭                       | / 愛爾蘭                       |
| 1927–28              |                                | 愛爾蘭                         | 苏格兰                         | 英格兰                         |
| 1928–29              | 苏格兰                         | 英格兰                         | / 愛爾蘭                       | / 愛爾蘭                       |
| 1929–30              | 英格兰                         | 苏格兰                         | 愛爾蘭                         |                                |
| 1930–31              | 英格兰 / 苏格兰                | 英格兰 / 苏格兰                |                                | 愛爾蘭                         |
| 1931–32              | 英格兰                         | 苏格兰                         | 愛爾蘭                         |                                |
| 1932–33              |                                | 苏格兰                         | 英格兰                         | 愛爾蘭                         |
| 1933–34              |                                | 英格兰                         | 愛爾蘭                         | 苏格兰                         |
| 1934–35              | 苏格兰 / 英格兰                | 苏格兰 / 英格兰                | / 愛爾蘭                       | / 愛爾蘭                       |
| 1935–36              | 苏格兰                         | / 英格兰                       | / 英格兰                       | 愛爾蘭                         |
| 1936–37              |                                | 苏格兰                         | 英格兰                         | 愛爾蘭                         |
| 1937–38              | 英格兰                         | 苏格兰 / 愛爾蘭                | 苏格兰 / 愛爾蘭                |                                |
| 1938–39              | 英格兰 / / 苏格兰              | 英格兰 / / 苏格兰              | 英格兰 / / 苏格兰              | 愛爾蘭                         |
| 1939–40              | 因第二次世界大戰而停辦         | 因第二次世界大戰而停辦         | 因第二次世界大戰而停辦         | 因第二次世界大戰而停辦         |
| 1940–41              | 因第二次世界大戰而停辦         | 因第二次世界大戰而停辦         | 因第二次世界大戰而停辦         | 因第二次世界大戰而停辦         |
| 1941–42              | 因第二次世界大戰而停辦         | 因第二次世界大戰而停辦         | 因第二次世界大戰而停辦         | 因第二次世界大戰而停辦         |
| 1942–43              | 因第二次世界大戰而停辦         | 因第二次世界大戰而停辦         | 因第二次世界大戰而停辦         | 因第二次世界大戰而停辦         |
| 1943–44              | 因第二次世界大戰而停辦         | 因第二次世界大戰而停辦         | 因第二次世界大戰而停辦         | 因第二次世界大戰而停辦         |
| 1944–45              | 因第二次世界大戰而停辦         | 因第二次世界大戰而停辦         | 因第二次世界大戰而停辦         | 因第二次世界大戰而停辦         |
| (1945–46 unofficial) | 苏格兰                         | 愛爾蘭 / 英格兰 /              | 愛爾蘭 / 英格兰 /              | 愛爾蘭 / 英格兰 /              |
| 1946–47              | 英格兰                         | 愛爾蘭                         | 苏格兰 /                       | 苏格兰 /                       |
| 1947–48              | 英格兰                         |                                | 愛爾蘭                         | 苏格兰                         |
| 1948–49              | 苏格兰                         | 英格兰                         |                                | 愛爾蘭                         |
| 1949–50              | 英格兰                         | 苏格兰                         | / 愛爾蘭                       | / 愛爾蘭                       |
| 1950–51              | 苏格兰                         | 英格兰                         |                                | Ireland                        |
| 1951–52              | / 英格兰                       | / 英格兰                       | 苏格兰                         | Ireland                        |
| 1952–53              | 苏格兰 / 英格兰                | 苏格兰 / 英格兰                | / Ireland                      | / Ireland                      |
| 1953–54              | 英格兰                         | 苏格兰                         | Ireland                        |                                |
| 1954–55              | 英格兰                         | 苏格兰                         |                                | Ireland                        |
| 1955–56              | 英格兰 / 苏格兰 / / \| Ireland | 英格兰 / 苏格兰 / / \| Ireland | 英格兰 / 苏格兰 / / \| Ireland | 英格兰 / 苏格兰 / / \| Ireland |
| 1956–57              | 英格兰                         | 苏格兰                         | / 北爱尔兰                     | / 北爱尔兰                     |
| 1957–58              | 英格兰 / 北爱尔兰              | 英格兰 / 北爱尔兰              | 苏格兰 /                       | 苏格兰 /                       |
| 1958–59              | 北爱尔兰 / 英格兰              | 北爱尔兰 / 英格兰              | 苏格兰                         |                                |
| 1959–60              | 苏格兰 / 英格兰 /              | 苏格兰 / 英格兰 /              | 苏格兰 / 英格兰 /              | 北爱尔兰                       |
| 1960–61              | 英格兰                         |                                | 苏格兰                         | 北爱尔兰                       |
| 1961–62              | 苏格兰                         |                                | 英格兰                         | 北爱尔兰                       |
| 1962–63              | 苏格兰                         | 英格兰                         |                                | 北爱尔兰                       |
| 1963–64              | 英格兰 / 苏格兰 / 北爱尔兰     | 英格兰 / 苏格兰 / 北爱尔兰     | 英格兰 / 苏格兰 / 北爱尔兰     |                                |
| 1964–65              | 英格兰                         |                                | 苏格兰                         | 北爱尔兰                       |
| 1965–66              | 英格兰                         | 北爱尔兰                       | 苏格兰                         |                                |
| 1966–67              | 苏格兰                         | 英格兰                         |                                | 北爱尔兰                       |
| 1967–68              | 英格兰                         | 苏格兰                         | / 北爱尔兰                     | / 北爱尔兰                     |
| 1968–69              | 英格兰                         | 苏格兰                         | 北爱尔兰                       |                                |
| 1969–70              | 英格兰 / / 苏格兰              | 英格兰 / / 苏格兰              | 英格兰 / / 苏格兰              | 北爱尔兰                       |
| 1970–71              | 英格兰                         | 北爱尔兰                       |                                | 苏格兰                         |
| 1971–72              | 苏格兰 / 英格兰                | 苏格兰 / 英格兰                | 北爱尔兰                       |                                |
| 1972–73              | 英格兰                         | 北爱尔兰                       | 苏格兰                         |                                |
| 1973–74              | 苏格兰 / 英格兰                | 苏格兰 / 英格兰                | / 北爱尔兰                     | / 北爱尔兰                     |
| 1974–75              | 英格兰                         | 苏格兰                         | 北爱尔兰                       |                                |
| 1975–76              | 苏格兰                         | 英格兰                         |                                | 北爱尔兰                       |
| 1976–77              | 苏格兰                         |                                | 英格兰                         | 北爱尔兰                       |
| 1977–78              | 英格兰                         |                                | 苏格兰                         | 北爱尔兰                       |
| 1978–79              | 英格兰                         |                                | 苏格兰                         | 北爱尔兰                       |
| 1979–80              | 北爱尔兰                       | 英格兰                         |                                | 苏格兰                         |
| 1980–81              | 北愛爾蘭爆發內戰而停辦         | 北愛爾蘭爆發內戰而停辦         | 北愛爾蘭爆發內戰而停辦         | 北愛爾蘭爆發內戰而停辦         |
| 1981–82              | 英格兰                         | 苏格兰                         |                                | 北爱尔兰                       |
| 1982–83              | 英格兰                         | 苏格兰                         | 北爱尔兰                       |                                |
| 1983–84              | 北爱尔兰                       |                                | 英格兰                         | 苏格兰                         |

### 勝利統計
- 54  英格蘭 (包括20屆並列)
- 41  蘇格蘭 (包括17屆並列)
- 12  威爾斯 (包括5屆並列)
- 8  北愛爾蘭 (包括2屆以愛爾蘭身份及5屆並列)